# JuJoe
juJoe（ジュージョー）は、日本の3人組ロックバンド。2018年12月10日結成。

## 概要
2018年4月7日のQOOLAND解散後、同バンドでギターボーカルだった平井拓郎とベース担当の菅ひであきに、Rubber Johnnyのドラマーであるユウスケを加えたスリーピースバンド。平井はQOOLANDの解散後、アルコール依存症および鬱を発症。友人の勧めで通うようになった「ゆうメンタルクリニック」のカウンセラーから「もう1回バンドをやるといい」とのアドバイスを受け、juJoe結成に至った。
平井曰く、「QOOLANDのときは音楽ビジネスとして成立させなきゃいけない状態だった」「juJoeはリハビリの一環みたいな感じで、"全部の曲調が一緒でもいいじゃん"という話をした」とのこと。そのため営利目的ではない、無料での配信やCD配布も多い。

## メンバー
平井拓郎（ひらい たくろう）
ボーカル・ギター担当
菅ひであき（かん ひであき）
ベース担当
ユウスケ
ドラム担当

## 作品

### 配信シングル
| 発売日        | タイトル                           | 規格品番 | 備考                     |
| ------------- | ---------------------------------- | -------- | ------------------------ |
| 2022年8月10日 | 15のまま〜さよならバンドアパート〜 |          | 4ヶ月連続リリースの第1弾 |